# Manoir de Perroz
Le manoir de Perroz est un édifice situé à Inzinzac-Lochrist, en France.

## Situation
Le manoir est situé sur le territoire de la commune de Inzinzac-Lochrist, au lieu-dit Perroz, dans le département du Morbihan, en région Bretagne.

## Description
Le manoir date des XVIIe et XVIIIe siècles, il est détruit, construit en moellons sans chaîne en pierre de taille de granite.

## Histoire
Le manoir est détruit, le colombier du XVIIe siècle ou du XVIIIe siècle est le seul vestige.
Il est inscrit à l'inventaire général du patrimoine culturel.